# Viktoria Schwarz
Viktoria Schwarz (* 2. Juli 1985 in Linz) ist eine österreichische ehemalige Kanutin.

## Karriere
Mit 19 Jahren holte Schwarz 2005 ihre erste Medaille bei den Kanurennsport-Weltmeisterschaften in Zagreb. Mit ihrer Kanu-Partnerin Petra Schlitzer holte sie als Duo die Silbermedaille. Schwarz qualifizierte sich mit Yvonne Schuring für die Olympischen Sommerspiele 2008 in Peking, wo sie im Kanu-Bewerb Neunte wurden.

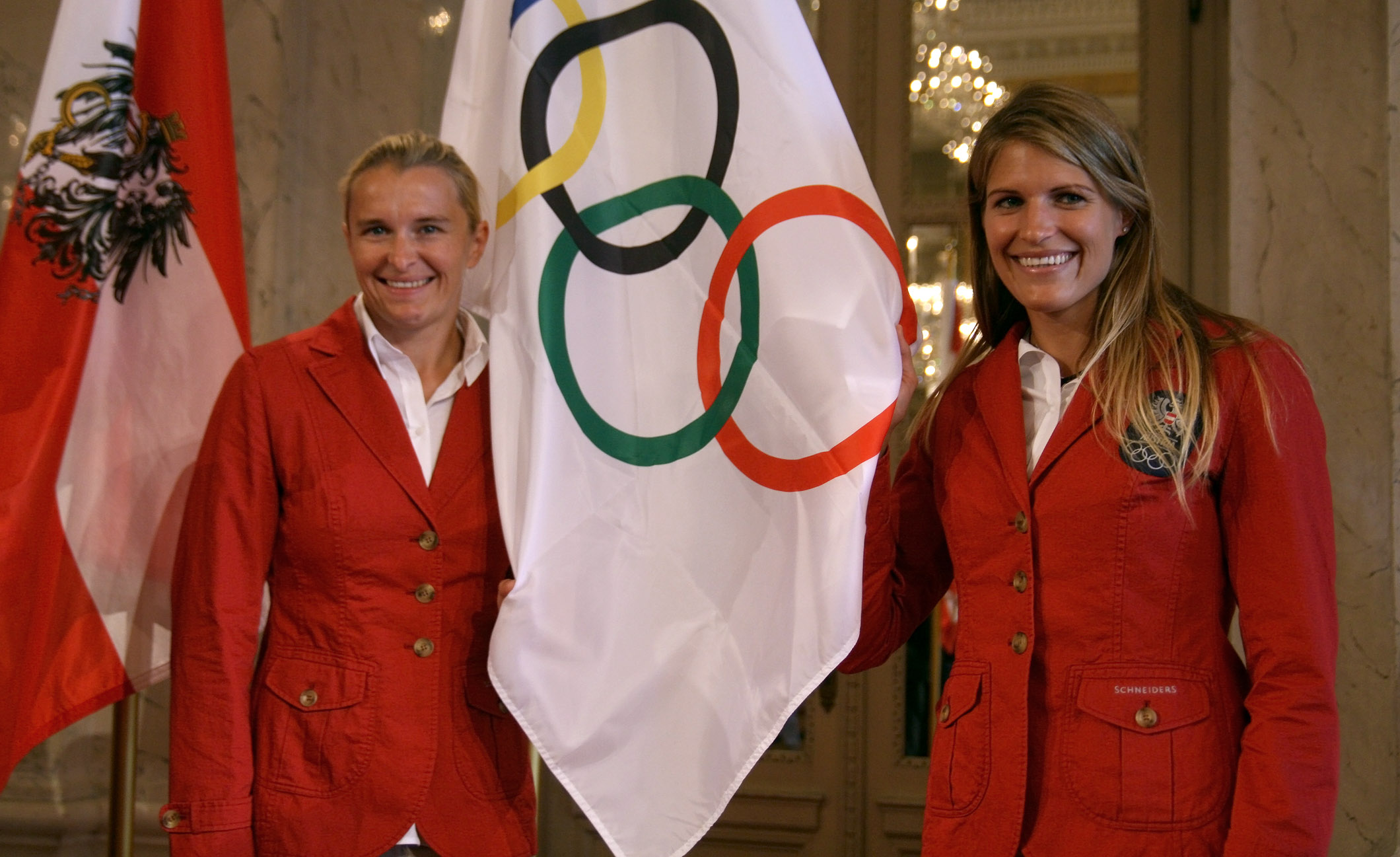
Viktoria Schwarz (r.) mit Yvonne Schuring bei der offiziellen Verabschiedung des österreichischen Olympia-Teams 2012

Bei den Weltmeisterschaften 2010 holten sie zusammen im Zweier-Kajak über 500 m die Bronzemedaille. Im Jahr darauf wurden die beiden bei den Weltmeisterschaften 2011 in Szeged Weltmeisterinnen und erreichten den Weltrekord über 500 m im Zweier-Kajak. 2012 nahmen sie als Teil der österreichischen Delegation an den Kanu-Rennen der Olympischen Sommerspiele 2012 in London teil und erreichten den fünften Platz.
Ab 2013 bildete Viktoria Schwarz mit Ana Roxana Lehaci, beide vom Verein Schnecke Linz, ein Team im Zweier-Kajak (K2).
Bei den Olympischen Sommerspielen 2016 in Rio de Janeiro startete Schwarz in der Disziplin K1 200 m. Bei ihren dritten Olympischen Spielen musste sie verletzungsbedingt im Semifinale aufgeben. 10 Wochen zuvor hatte sich Schwarz bei einem Unfall ihre linke Schulter gebrochen.
2021 erhielt das Duo Lehaci/Schwarz für die Olympischen Sommerspiele in Tokio einen Startplatz im Kajak-Zweier über 500 m. Im Mai 2021 gewannen sie beim Sprintweltcup in Barnaul die Bewerbe über 200 und 500 Meter.
Schwarz war Sportlerin des Heeressportzentrums des Österreichischen Bundesheers. Als Heeressportlerin trägt sie den Dienstgrad Zugsführer. Im Februar 2025 gab sie ihr Karriereende bekannt.

## Auszeichnungen
- 2011: Goldenes Ehrenzeichen für Verdienste um die Republik Österreich
- 2011: Mannschaft des Jahres in Oberösterreich